# Броварський аеропорт «Київ»
Броварськи́й аеропо́рт «Ки́їв» побудували на території міста Бровари. У період з 1933 по 1941 роки — головний аеропорт для міста Київ. Розміщувався неподалік кінцевої частини нинішньої вулиці Броварської сотні.
З 1935 року Броварський аеропорт став функціонувати як центральний аеропорт столиці. Пасажирів доставляли в Москву, Ленінград, Мінеральні Води. По Україні обслуговувалися маршрути: Полтава — Харків — Одеса — Запоріжжя — Суми — Дніпропетровськ — Сталіно.
Аеропорт був знищений 25 червня 1941 під час німецького бомбардування та остаточно розформований в 1943 році.

## Історія
Тільки з 1910 року по 1916 рік на околицях Києва з'явилося чотири аеродроми, один із них, у передмісті під Броварами (в районі сучасно Птахофабрики). В Київській військовій окрузі, у вересні 1913 року, проводилися загальновійськові навчання, і на них вперше в окрузі була представлена авіація не у вигляді окремих літаків, об'єднаних тільки на час маневрів, а штатні авіаційні загони, у тому числі й авіазагін 11-го армійського корпусу, який базувався під Броварами, на аеродромі, які тоді являли собою будь-який майданчик достатньої довжини для зльоту та посадки аеропланів.

### Передумови (1924—1931)
До будівництва летовища у Броварах Київ не мав свого повноцінного аеропорту. Нерегулярне сполучення починаючи з 1924 року відбувалося лише з тодішньою столицею УРСР Харковом. Для цього використовували летовище у Пост-Волинському поблизу залізничної станції Київ-Волинський.

### Будівництво (1931—1933)
В 1931 році для створення повноцінного аеропорту було вибране місце в Броварах. У липні того ж року був створений Комітет сприяння Цивільному повітряному флоту, який одразу ж розгорнув серед киян і жителів області широку пропагандистсько-роз'яснювальну кампанію зі збору коштів на будівництво порту і обладнання повітряного шляху Київ — Харків. Всього було зібрано до 4 млн карб., яких вистачило не тільки на виконання будівництва аеропорту, а й на придбання літаків К-5.
На будівництві аеропорту широко застосовувався примусова праця робітників, службовців, колгоспників, військових, піонерів і школярів, які працювали в післяробочий час. Ще до завершення будівництва, 18 листопада 1932 року, з Москви прилетів літак АНТ-9 (ПС-9) (борт СРСР-Е27) з делегацією керівництва «Трансавіа». До 20 листопада на ньому катали ударників будівництва.

### Використання (1933—1941)
Відкриття першого етапу нового аеропорту відбулося 9 лютого 1933 року. На той час аеропорт був доволі сучасним, він мав в своєму розпорядженні аеровокзал, технічні майстерні, їдальню і ін. Для співробітників були зведені два багатоквартирних житлових будинки.
Голова Комітету Коршенко і начальник будівництва Баримський доповідали в київських ЗМІ:

Виконуючи взяті на себе зобов'язання перед Київською громадськістю…Київський обласний комітет авіації та управління будівництва Київського аеропорту сьогодні відкривають постійну поштову авіалінію між Києвом і Харковом. Чи не пізніше 1травня 1933 року почнуться регулярні пасажирські рейси Київ — Харків…Перший етап будівництва завершено. Розгортаємо роботу, щоб в Києві був першокласний аеропорт.

Пасажирські перевезення почалися в серпні 1933 року. У квітні 1935 року на лінії Москва —Київ почалися експлуатаційні випробування літака ХАІ-1. Літав пілот Аерофлоту А. Григор'єв. В цьому ж році відкрилася міжнародна лінія Москва — Прага, на якій літали вже застарілі літаки АНТ-9, які здійснювали проміжну посадку в Києві.
14 вересня 1935 року під Броварами проводились навчання Київського військового округу або «Київські навчання 1935», в Броварському аеропорті побували зокрема: генерал Луазо, Йона Якір, Георгій Жуков, Семен Будьонний, Станіслав Косіор, Павло Постишев і інші.
В ході маневрів провели масштабну авіадесантну операцію із захоплення Броварського аеропорту. Це був перший такий масштабний повітряний десант. 60 літаками ТБ-3 з 3-ї, 15-ї і 18-ї авіабригад було десантовано 1188 парашутистів з карабінами і легкою автоматичною зброєю. Перекидання повітрям і висадка 1765 бійців і командирів двох стрілецьких полків з легкою автоматичною зброєю, 29 станковими кулеметами, а також двох артилерійських батарей з чотирма 76-мм гарматами, одного танка Т-37 і двох легкових і спеціальних автомобілів була проведена за 1 годину і 50 хвилин.
У 1936 році за проектом архітекторів І. Я. Михайловського та М. В. Сдобнєва споруджено будівлю аеровокзалу.
З 27 червня 1936 року почалося виконання рейсів Москва — Київ на літаках ПС-9 з проміжною посадкою в Брянську. Політ тривав 4 год 10 хв. Вартість квитка становила 115 карб. Незабаром на цьому шляху стали курсувати київські літаки К-5.
Згодом на лінію вийшли більш сучасні літаки АНТ-35 (ПС-35), ПС-89 (Зіг-1), ліцензійні «Дуглас» (ПС-84), кур'єрські-пасажирські ПС-40 та ПС-41, а також ПС-43 «Валті», на яких перевозили матриці центральних газет. У тому ж році аеропорт почав обслуговувати лінії Москва — Київ — Одеса і Київ — Сталіно (Донецьк) — Старобільськ — Ростов.
29 грудня 1937 року літак Сталь-3 (борт СРСР-Л1228) виконував технічний політ з пасажирами по колу в 4-х км на південь від Броварів. Через помилку пілота літак з працюючим мотором врізався в землю. Загинули 4 людини, а пілот і один пасажир (моторист) відбулися легкими травмами. Це була єдина авіакатастрофа, що трапилась за час існування Броварського аеропорту.
В 1938 році з'явився новий авіамаршрут Київ — Дніпропетровськ — Сімферополь і Київ — Ростов — Мінеральні Води. Вже у 1939 році організували ланку з двох П-5, які були призначені для перевезення матриць газет з Москви. Командував ним А. Баленко, літали пілоти А. Голубицький і А. Панков.
Також з Броварів здійснювали польоти на місцевих лініях підрозділи спецзастосувань. Виконувалися рейси до Вінниці і Кіровограду, по Шполянському та Уманському поштовим і пасажирським кільцям. Застосовувалися модифікації літаків У-2 і Р-5, а також «Сталь-2» і «Сталь-3».
З вересня 1939 року почалися польоти в західні області України. На частку Київського авіатранспортного підрозділу доводилась велика частина з 120 агітпольотів, виконаних в даному напрямку літаками Українського управління ЦПФ з 17 вересня 1939 по 1 січня 1940 року.
А вже 7 травня 1940 року відкрилася регулярна лінія Київ — Львів. Спочатку літали літаки К-5. 25 травня на маршруті Москва — Київ — Львів почав працювати ПС-35 (борт СРСР-Л2483). Незабаром також заробили траси Київ — Тернопіль — Станіслав (нині Івано-Франківськ) та Київ — Рівне — Луцьк. У червні до складу Українського управління ЦПФ були передані 7 літаків ПС-35, які також базувалися в Броварах. Літаки літали в Москву, Одесу та Львів.
У 1940 році зі складу підрозділів ДПФ, що базувалися в Броварах, були виділені люди і матчастина для забезпечення Бессарабського походу Радянської армії. Серед них були 6-й транспортний загін на літаках ПС-84 і 215-й загін спецпризначення на літаках У-2.
Всього за 1940 рік через Броварський аеропорт пройшло до 50,000 пасажирів, з них на всесоюзних маршрутах Київський авіатранспортний підрозділ перевіз 12,066 осіб. Доправлення пасажирів в аеропорт було забезпечене автобусом, який відправлявся від агенції повітряних сполучень, що розташовувався на київському Хрещатику.
У травні 1941 року в Броварах розмістилася ще один підрозділ — 17-у навчальну ескадрилью ЦПФ на літаках У-2, яка готувала льотчиків і для бойових машин. В останній мирний місяць аеропорт щодня обслуговував до 50 літаків.

### Знищення і подальша доля (1941— сьогодні)
Під час перших авіанальотів німецької армії 22 червня 1941 року аеропорт залишився поза ударів літаків Люфтваффе. 25 червня на базі броварських підрозділів Аерофлоту була сформована Київська авіагрупа особливого призначення (КАГОН), якою командував начальник Українського управління ЦПФ А. Г. Романов. До її складу увійшов 131 літак: 4 ПС-84, 2 Г-2, 12 П-5/ПР-5, 110 У-2 і його модифікацій та 3 «літака інших типів». Літаки ПС-35 включили до її складу дещо пізніше. Крім того, до кінця місяця на підкріплення прибуло 7 П-5 з Харкова і 20 У-2 зі Сталіно.
25 червня 1941 року на аеропорт здійснила наліт німецька авіація, 9 літаків Junkers Ju 88 та Heinkel He 111 з висоти 100 м відбомбилися по аеропорту. Були знищені 9 цивільних літаків, нанесені непоправні руйнування інфраструктури, в льотній їдальні загинуло до 200 осіб. Назустріч противнику піднялися І-16 з 254-го ІАП, що також базувався в Броварах. В ході бою було збито 2 і пошкоджений 1 літак Heinkel. При цьому радянські пілоти втратили 2 своїх винищувача. Ще 5 згоріли на землі, а 25 отримали ушкодження.
З аеропортових споруд вціліла лише кімната матері і дитини, яка використовувалася екіпажами для передпольотної підготовки. Попри це робота аеропорту тривала. Літаки забезпечували постачання військ пальним, боєприпасами, медикаментами, забезпечували кур'єрським зв'язком, евакуювали поранених і вели розвідку при необхідності.
У подальшому, вцілілі літаки Броварського аеропорту використовувались для знищення нафтового сховища у Дрогобичі та під час оборони Києва.
Також екіпажі освоювали нічні польоти. Була проведена модернізація ПС-35, в пасажирських кабінах яких встановили додаткові паливні баки, що дозволило їм літати в Польщу і Словаччину, доставляючи парашутистів і листівки.
Під час німецької окупації Броварів територія аеропорту продовжувала використовуватися за прямим призначенням. Тут приймали транспортні та кур'єрські літаки з Третього Рейху, Угорщини і їх союзників та сателітів.
В листопаді 1942 року аеродром приймав рейхміністра окупованих територій Альфреда Розенберга, його зустрічав райхскомісар України Еріх Кох.
Після повернення Броварів під контроль СРСР у вересні 1943 року в місті розмістився штаб 2-ї повітряної армії, а на аеродромі — радянські авіапідрозділи. Вже після звільнення Києва, її використовував винищувальний полк ППО. У 1950 році полк перебазувався на аеродром біля Василькова. Сам аеропорт було вирішено не відновлювати, а нову повітряну гавань столиці України організувати в Жулянах.
Сьогодні на місці аеропорту головним чином руїни військових містечок, стрілецький комплекс «Сапсан-спорт» та кілька житлових будинків по вул. Броварської сотні. До нашого часу збереглися пропілеї, які стоять при вході в аеропорт, два житлових будинки 1935 та 1940 року побудови, які були частково відбудовані, та фонтан, що прикрашав центральний вхід аеровокзалу.

## Повітряні маршрути
| №  | Маршрут                                | Роки існування | Літаки на маршруті                                                                            |
| -- | -------------------------------------- | -------------- | --------------------------------------------------------------------------------------------- |
| 1  | Київ — Харків                          | 1933 —1941     |                                                                                               |
| 2  | Київ — Полтава                         | 1933 —1941     |                                                                                               |
| 3  | Київ — Москва                          | 1935 —1941     | ХАІ-1, П-5                                                                                    |
| 4  | Москва — Київ — Прага                  | 1935 —1941     | АНТ-9 (ПС-9)                                                                                  |
| 5  | Київ — Брянськ — Москва —Ленінград     | 1936 —1941     | АНТ-9 (ПС-9), К-5, АНТ-35 (ПС-35), ПС-84 «Дуглас», Зіг-1 (ПС-89), ПС-40, ПС-41, ПС-43 «Валті» |
| 6  | Москва — Київ — Одеса                  | 1936 —1941     | ПС-35                                                                                         |
| 7  | Київ — Сталіно — Старобільськ — Ростов | 1936 —1941     |                                                                                               |
| 8  | Київ — Ростов — Мінеральні Води        | 1938 —1941     |                                                                                               |
| 9  | Київ — Дніпропетровськ — Сімферополь   | 1938 —1941     |                                                                                               |
| 10 | Київ — Вінниця (спецрейси)             | 1938 —1941     | У-2, Р-5, «Сталь-2», «Сталь-3»                                                                |
| 11 | Київ — Кіровоград (спецрейси)          | 1938 —1941     | У-2, Р-5, «Сталь-2», «Сталь-3»                                                                |
| 12 | Київ — Запоріжжя                       | 1938 —1941     |                                                                                               |
| 13 | Київ — Суми                            | 1938 —1941     |                                                                                               |
| 14 | Київ — Львів                           | 1940 —1941     | ПС-35                                                                                         |
| 15 | Москва — Київ — Львів                  | 1940 —1941     | ПС-35                                                                                         |
| 16 | Київ — Дрогобич                        | 1940 —1941     |                                                                                               |
| 17 | Київ — Тернопіль — Станіслав           | 1940 —1941     |                                                                                               |
| 18 | Київ — Рівне — Луцьк                   | 1940 —1941     |                                                                                               |

## У кінематографі
«Київська кіностудія імені Довженка» знімала в аеродромі такі фільми як «Винищувачі» (1939 року), а «Білорусьфільм» і «Мосфільм» — «Будні» (1940 року).

## Історичні світлини

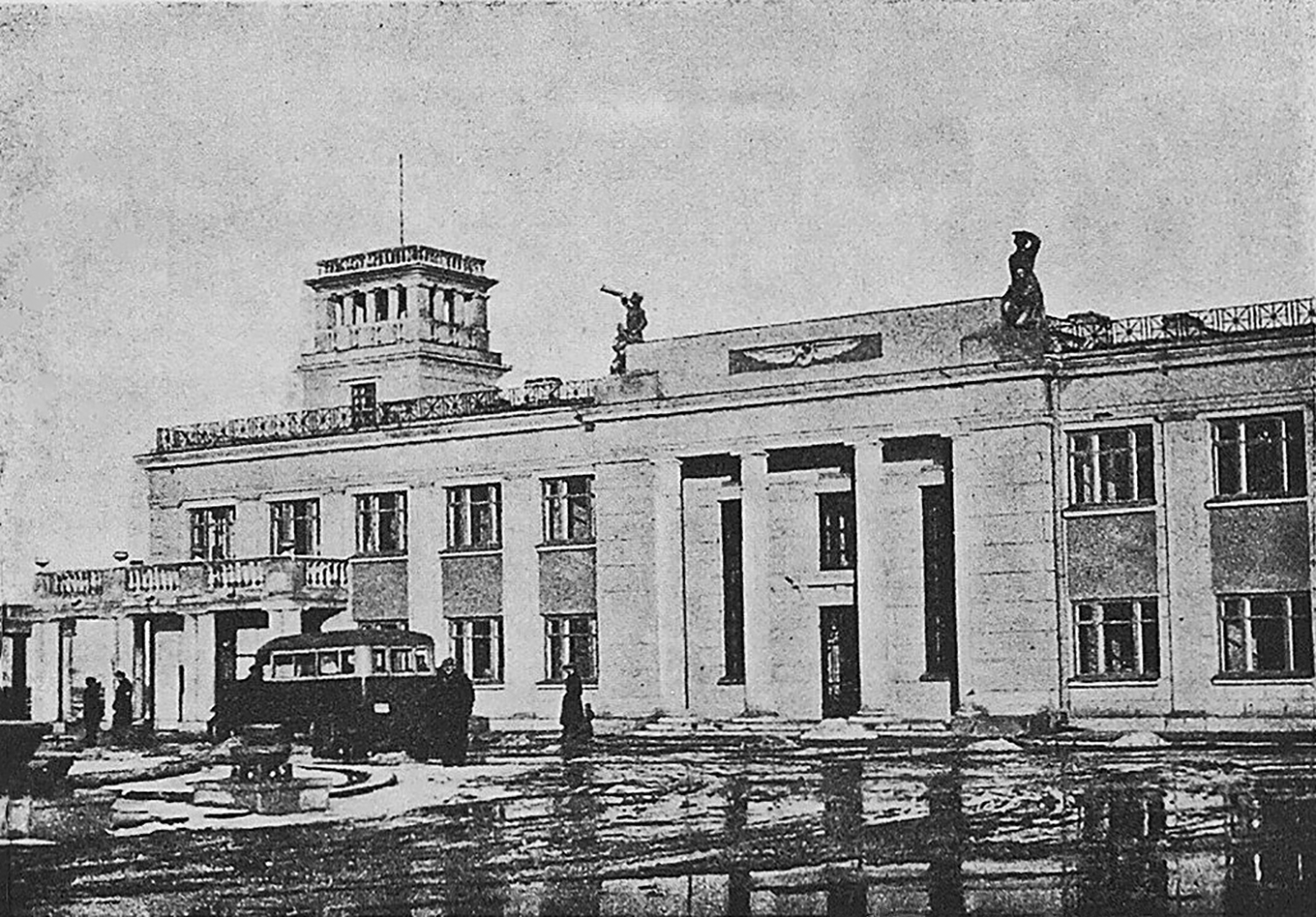
Вид на новозбудований аеропорт, 1937 рік
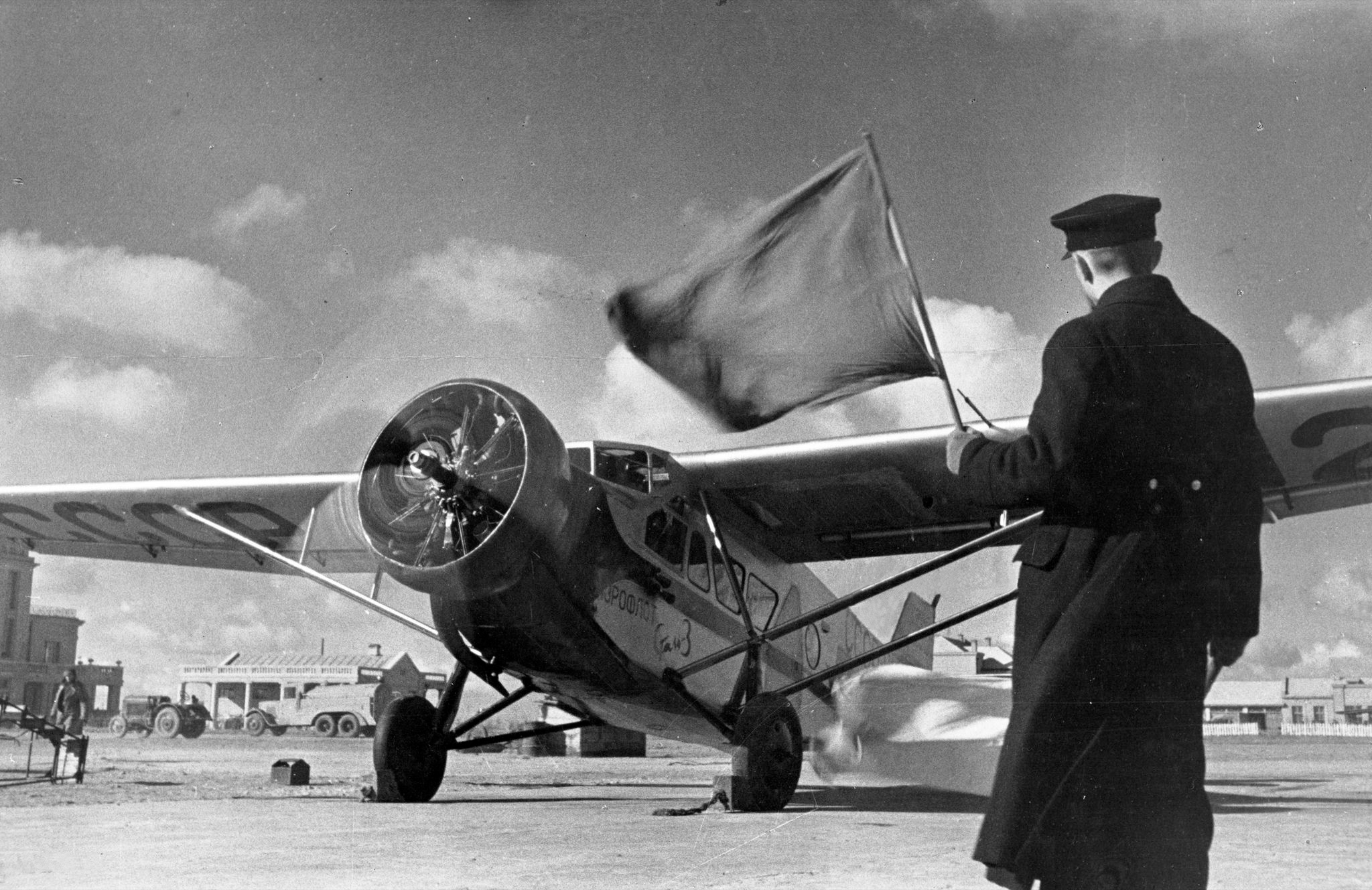
Відкриття літньої навігації у Київському аеропорту, 1938 рік
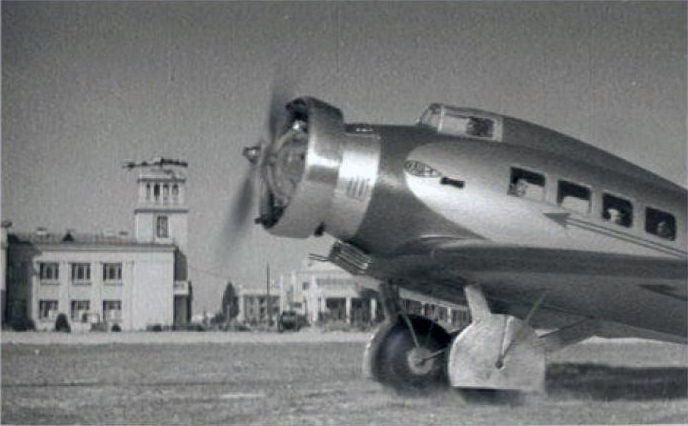
Літак ХАІ-1 в броварському аеропорту "Київ", 1938 рік
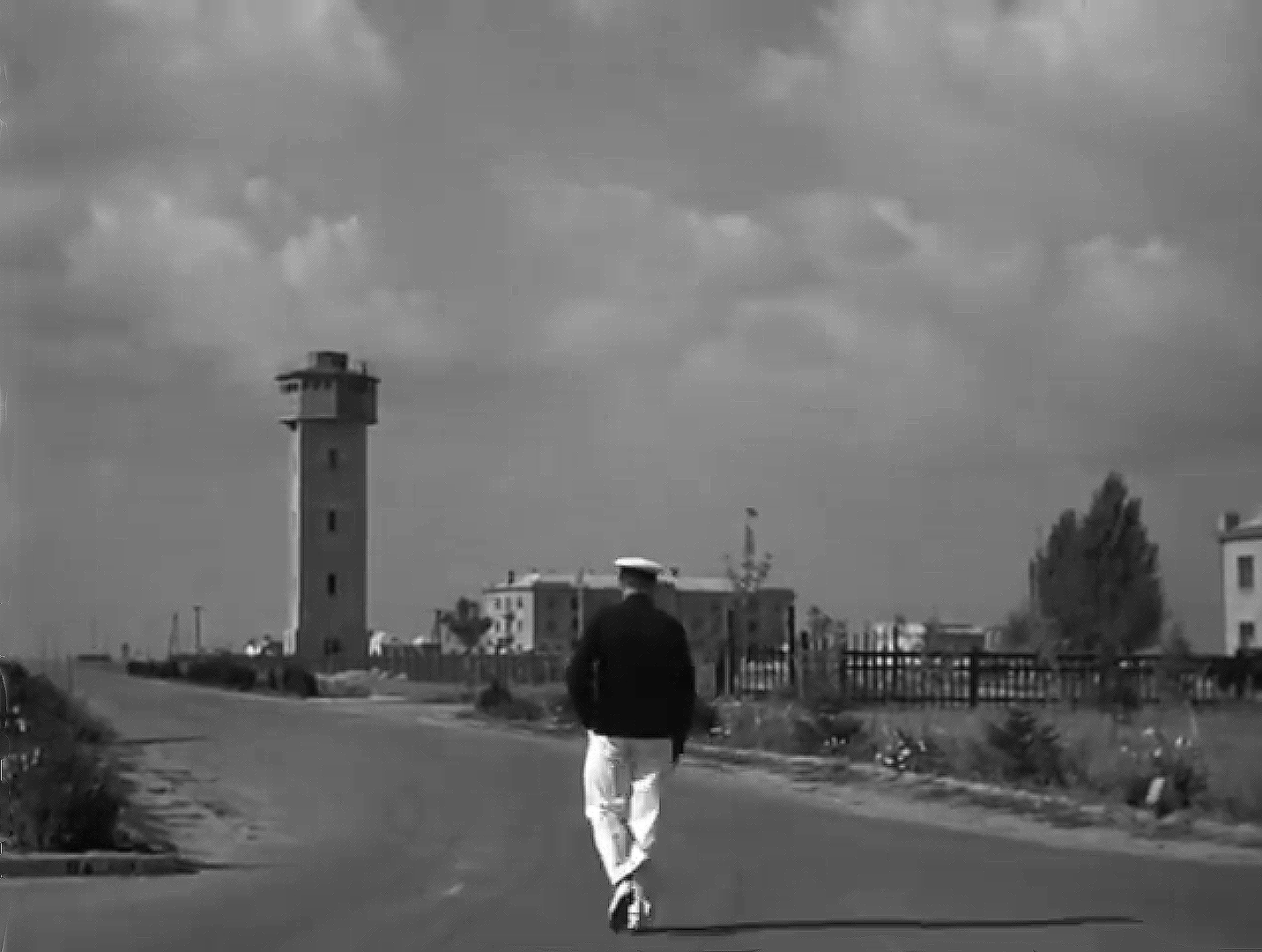
Вид на вежу, 1939 рік
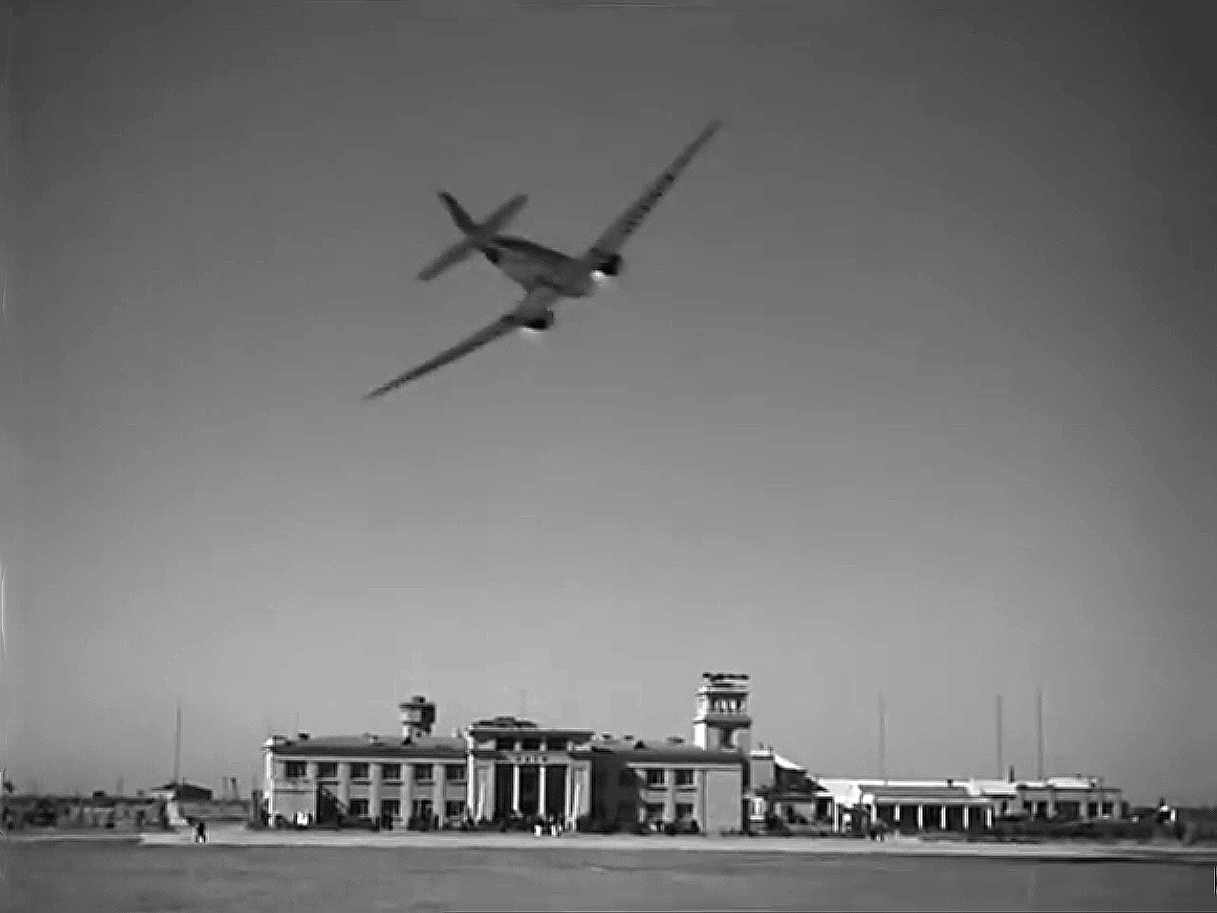
Вид на аеропорт, 1939 рік
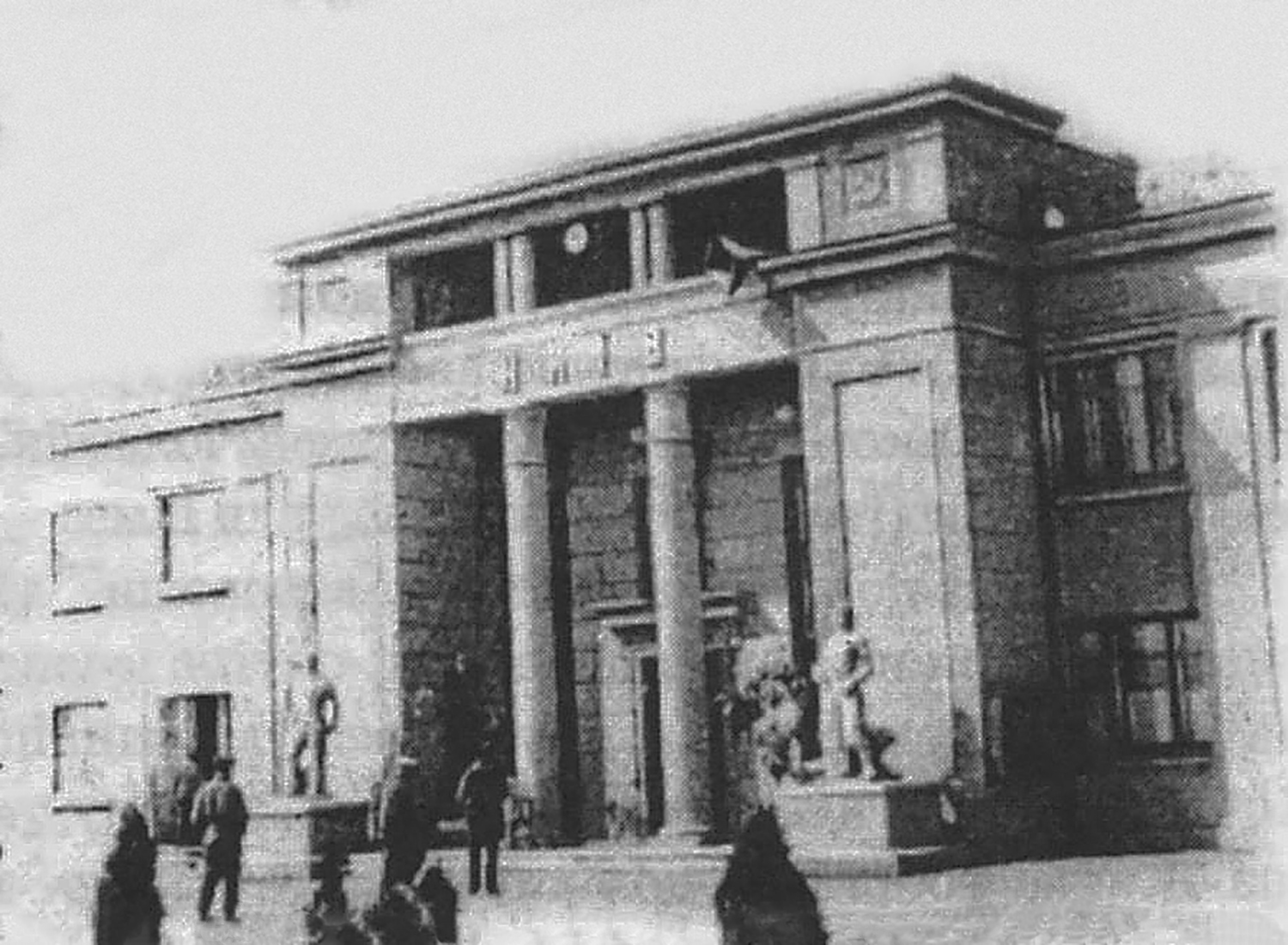
Центральний вхід аеропорту, 1941 рік
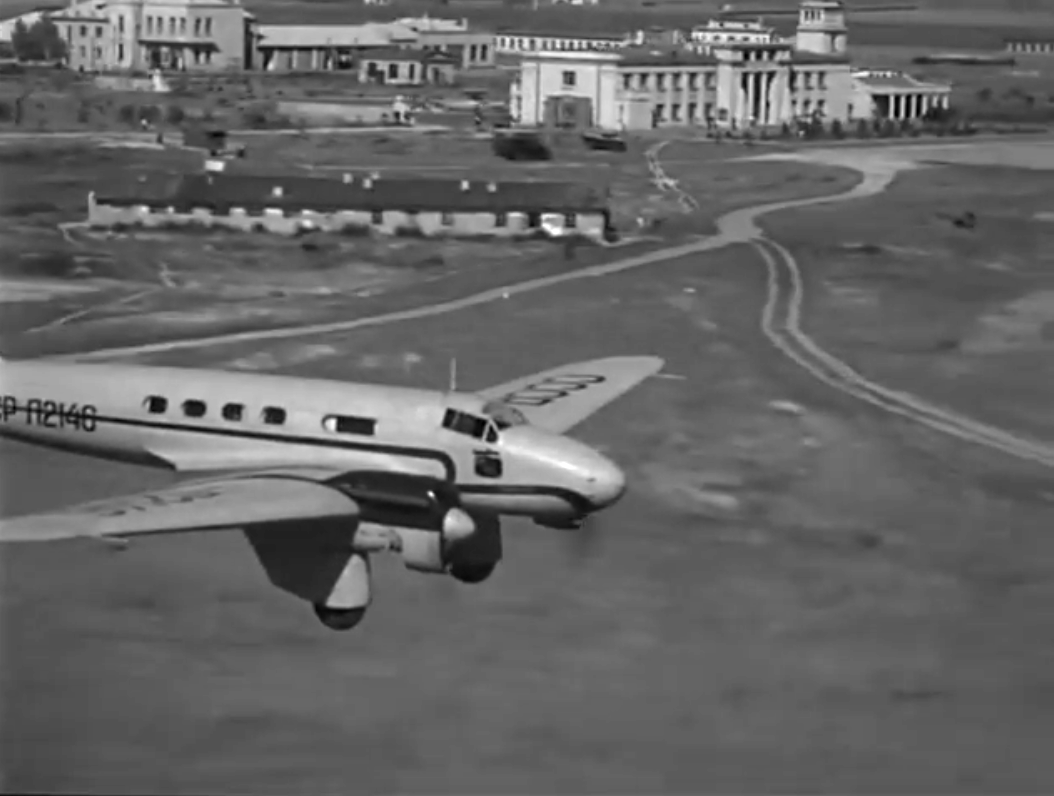
Літак ЗІГ-1 над летовищем
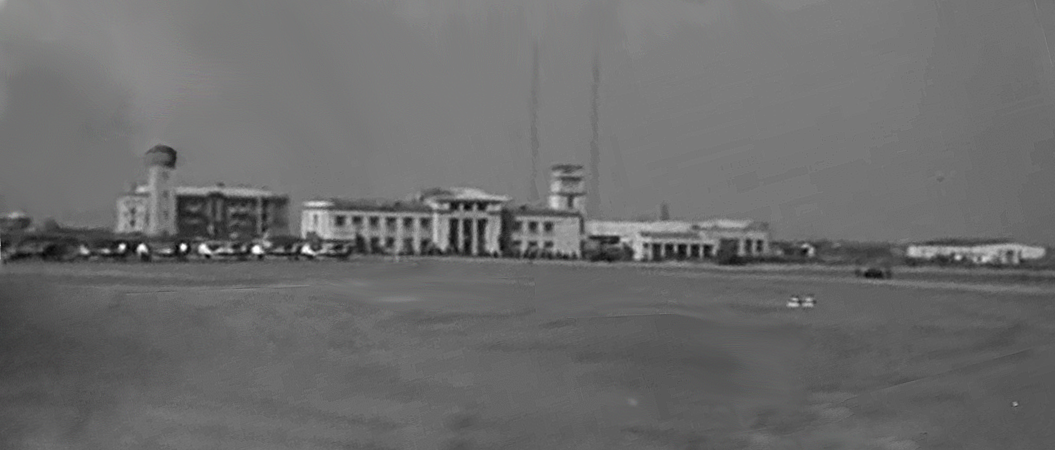
Панорамний вид на аеропорт

## Сучасні світлини

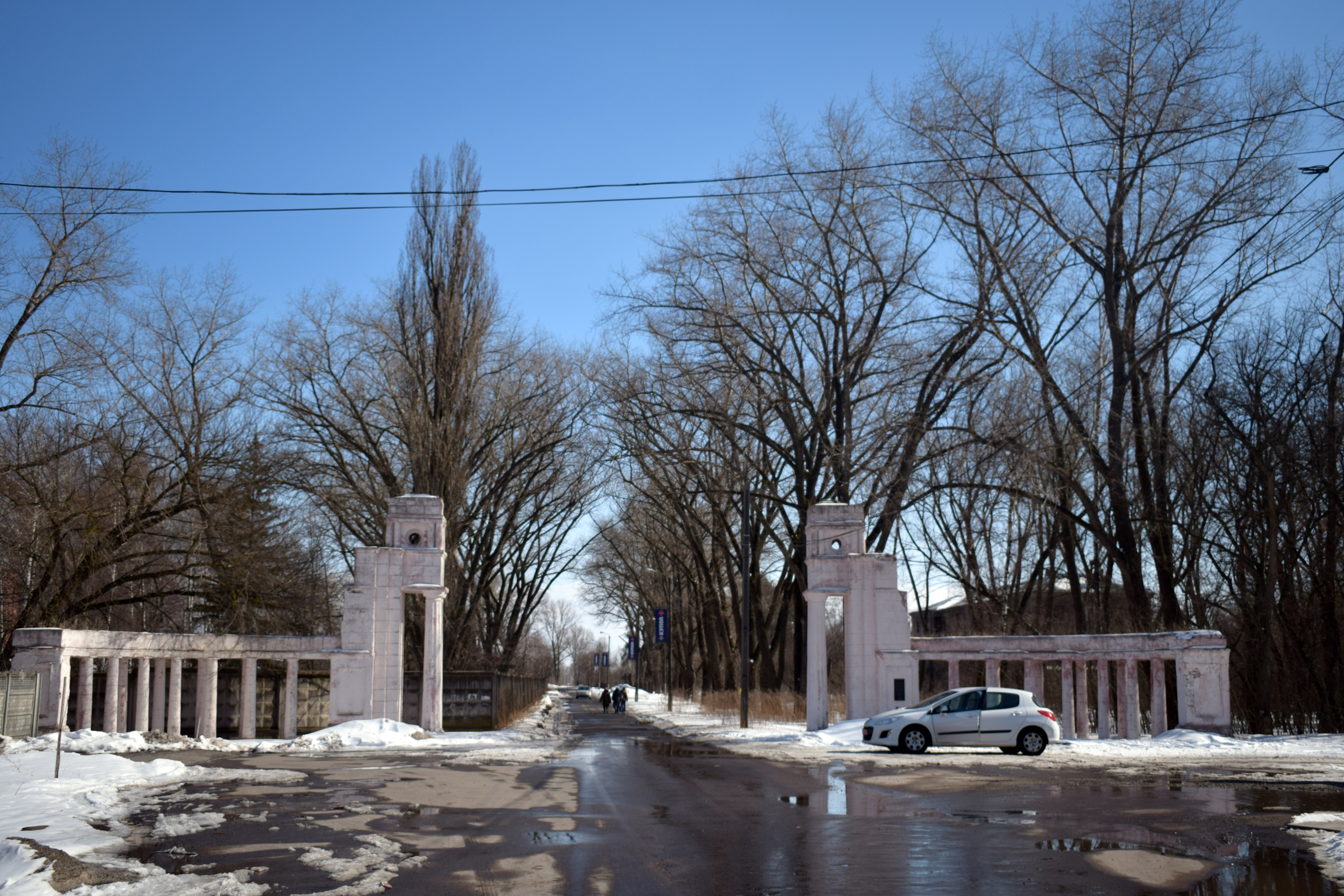
Пропілеї на в'їзді до аеропорту
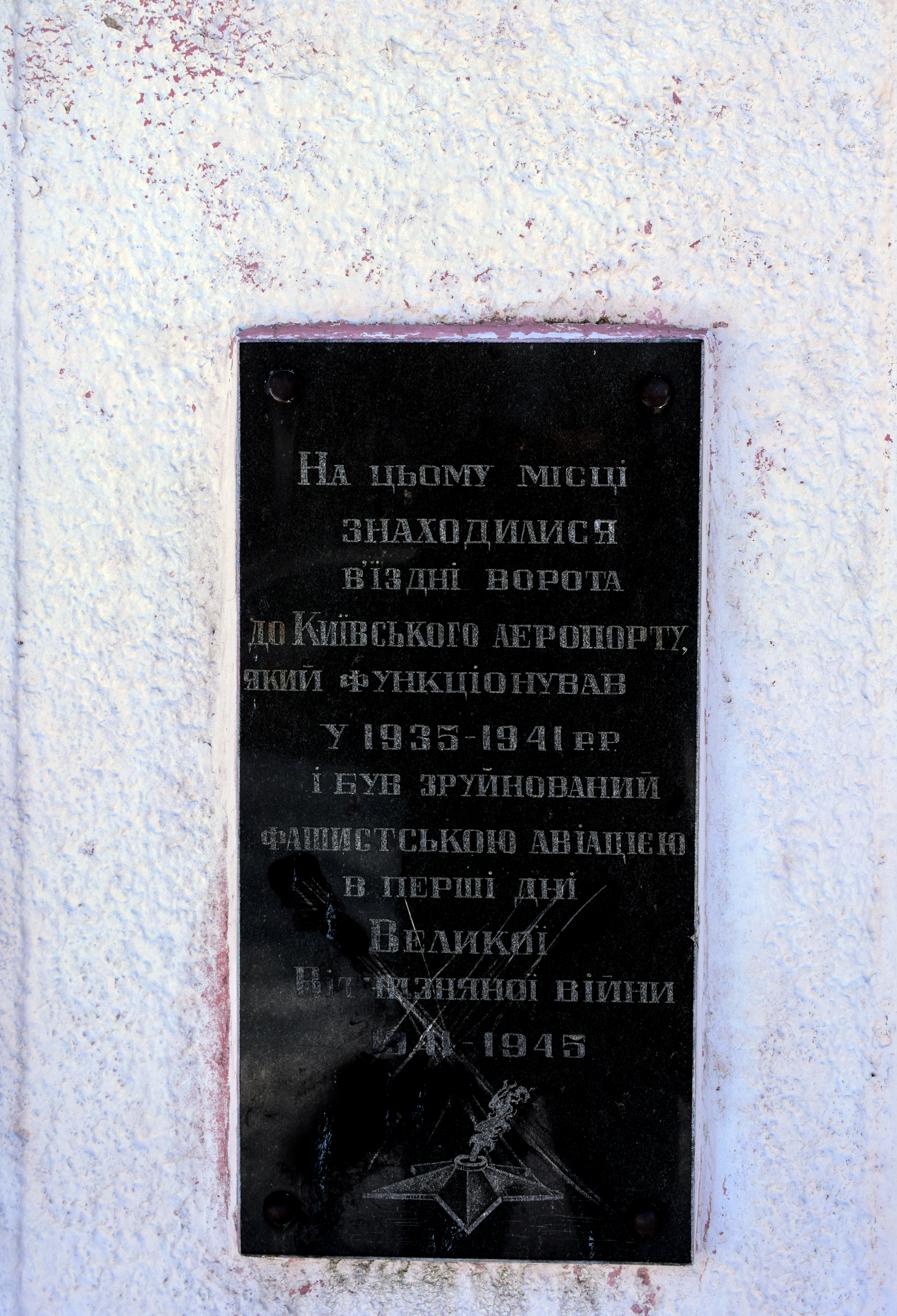
Меморіальна дошка на пропілеях
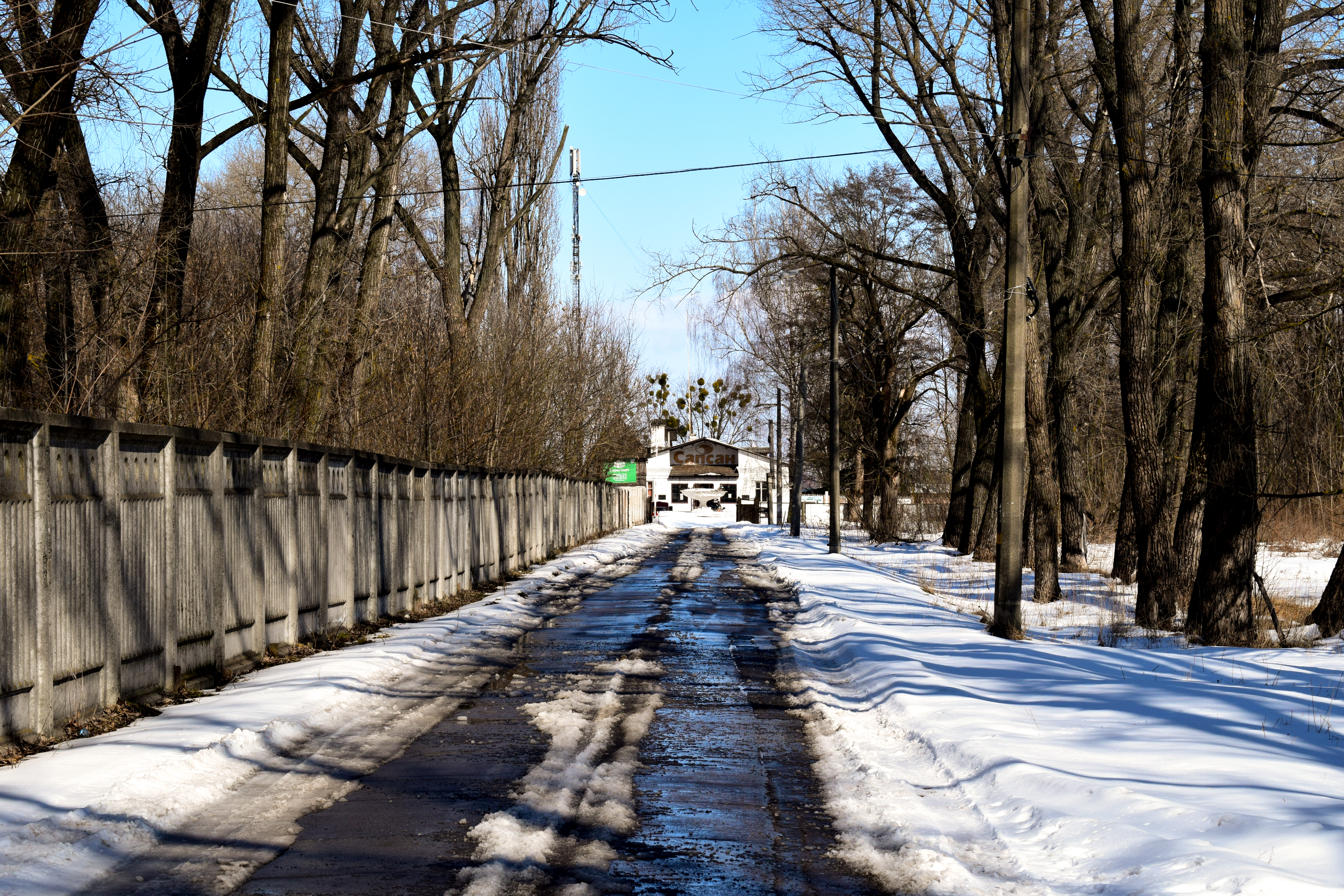
Стрілковий комплекс «Сапсан-спорт»
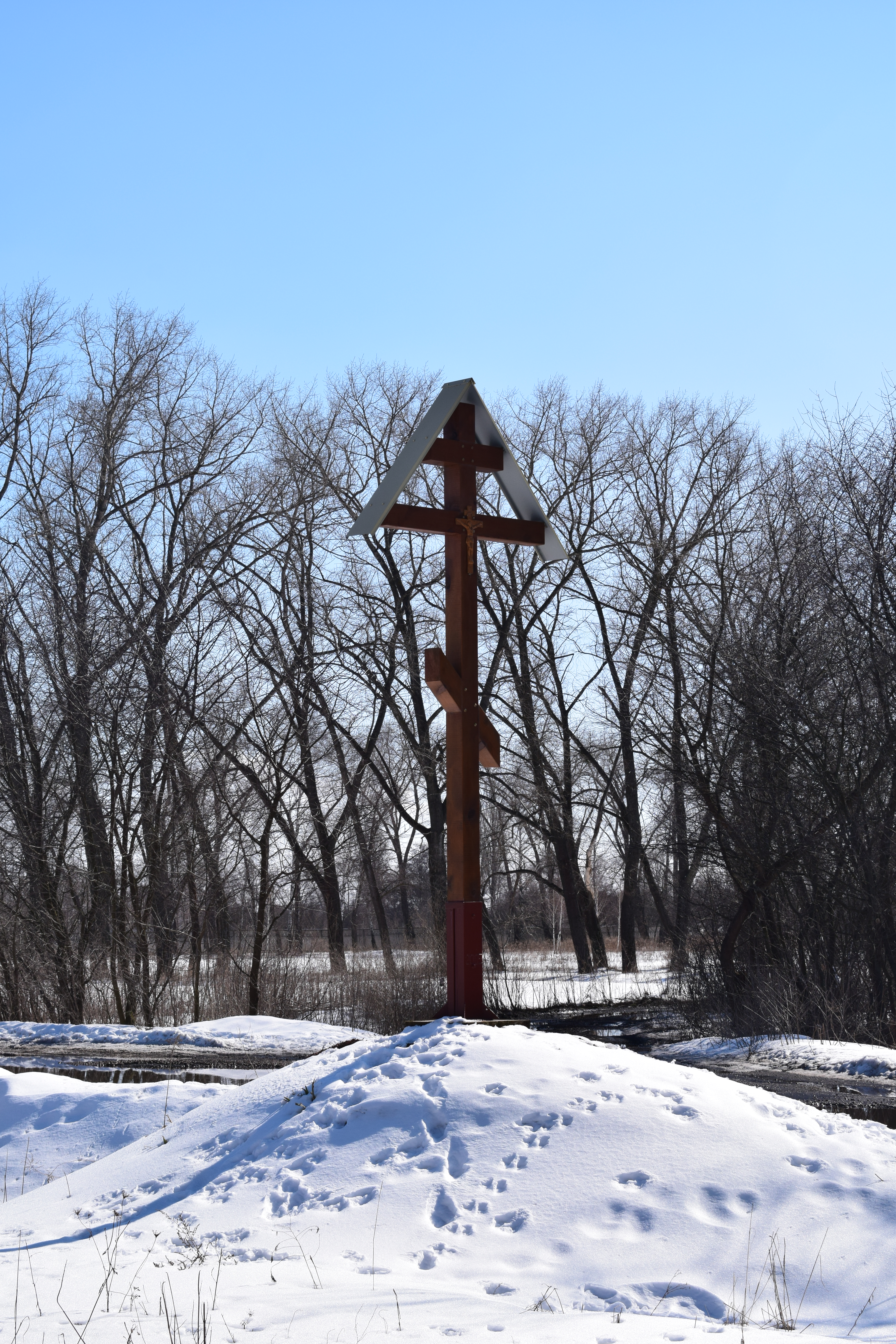
Хрест при дорозі
Пам'ятник працівникам аеропорту і воїнам Червоної Армії